# Rivière Grand (Ontario)
Pour les articles homonymes, voir Grande Rivière.
La rivière Grand (en anglais : Grand River) est une rivière du sud-ouest de l'Ontario, au Canada.
Depuis 1994, la rivière Grand est inscrite au réseau des rivières du patrimoine canadien.

## Géographie
La rivière Grand coupe la région du nord au sud. Elle prend sa source proche de Wareham, au sud de la baie Georgienne, puis traverse les villes de Grand Valley, Fergus, Elora, Waterloo, Kitchener, Cambridge, Paris, Brantford, Caledonia, et Cayuga, avant de se jeter dans le lac Érié.

## Conservation

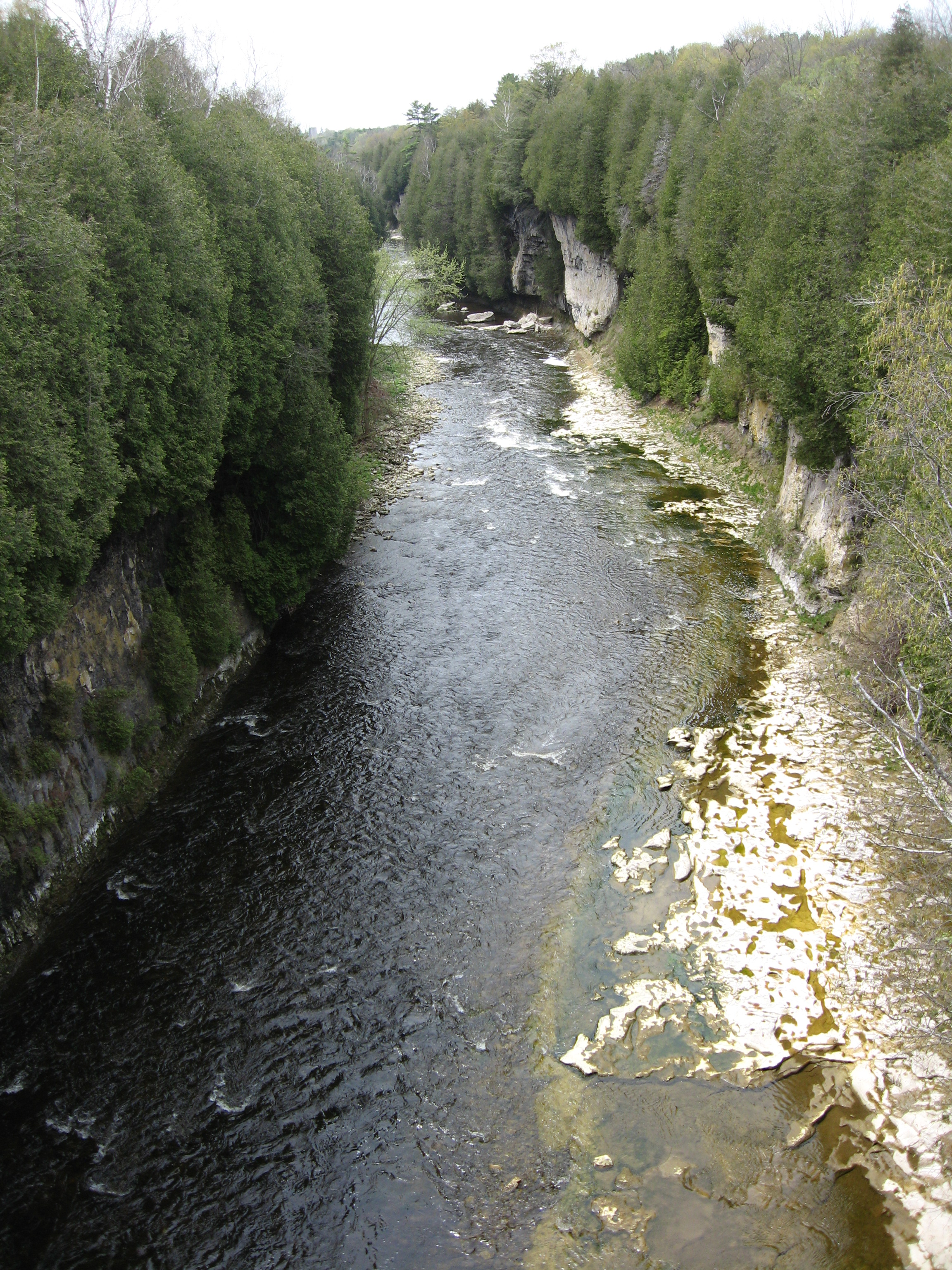
Les Gorges Elora, classées UICN II.

Plusieurs zones de conservation du milieu sont surveillées par le Grand River Conservation Authority